# London After Midnight (band)
London After Midnight is een Amerikaanse gothicrockband, die omstreeks 1990 opgericht werd.
Zanger Sean Brennan is de spil van London After Midnight. Hij stichtte de groep in Los Angeles en aanvankelijk werkte hij met wisselende gastmuzikanten. Die werden een soort vaste medewerkers van de groep: het keyboard wordt door Tamlyn bespeeld en Michael Areklett was van 1992 tot 2005 de bassist.
Na de demo London After Midnight bracht de band in 1992 een eerste album uit, Selected Scenes from the End of the World. Dit album vestigde de naam van LAM in de gothicrockscene van de zogenaamde 'tweede generatie'. De bandleden verklaarden herhaaldelijk dat ze zich liever niet als gothicband omschrijven, daar ze dit een te beklemmend label achten. De muziek vertoont evenwel gelijkenissen met deathrock.
In de beginjaren trad de groep hoofdzakelijk aan de Amerikaanse westkust op. Naarmate hun aanhang groeide gingen ze op tournee: eerst naar Mexico en vervolgens naar Europa. In 1996 kwam hun tweede album Psycho Magnet uit, dat invloeden van darkwave en industrial rock heeft. In dat jaar verzorgden ze de hoofdact op het Whitby Gothic Weekend in het Verenigd Koninkrijk. Oddities, hun derde album, verscheen in 1998. Rond die tijd trad de band op vele festivals op en haalde toeschouwersaantallen van circa 30.000. In 2007 verscheen een nieuw album, getiteld Violent Acts of Beauty.
London After Midnight brengt macabere, neoromantische teksten, die vaak over de dood en ongeluk gaan. De bandleden tonen zich maatschappelijk geëngageerd: ze propageren veganisme, dierenrechten en deelname aan verkiezingen. Hun vroege werk schreven ze, luidens het inlegboekje van Selected Scenes from the End of the World, "uit walging voor diegenen die het geluk van anderen niet verdragen kunnen". Hun instelling werd in de loop van de jaren 90 politieker van aard. Ze hangen (althans in de Angelsaksische zin des woords) een liberale ideologie aan.

## Discografie
- 1991 - London After Midnight (demo)
- 1992 - Selected Scenes from the End of the World
- 1994 - Ruins (demo)
- 1995 - Kiss (ep)
- 1996 - Psycho Magnet
- 1998 - Oddities
- 2003 - Psycho Magnet (heruitgave)
- 2003 - Selected Scenes from the End of the World (heruitgave)
- 2007 - Violent Acts of Beauty